# Premier menuet
Premier menuet est une pièce pour piano d'Erik Satie composée en 1920. 

## Présentation

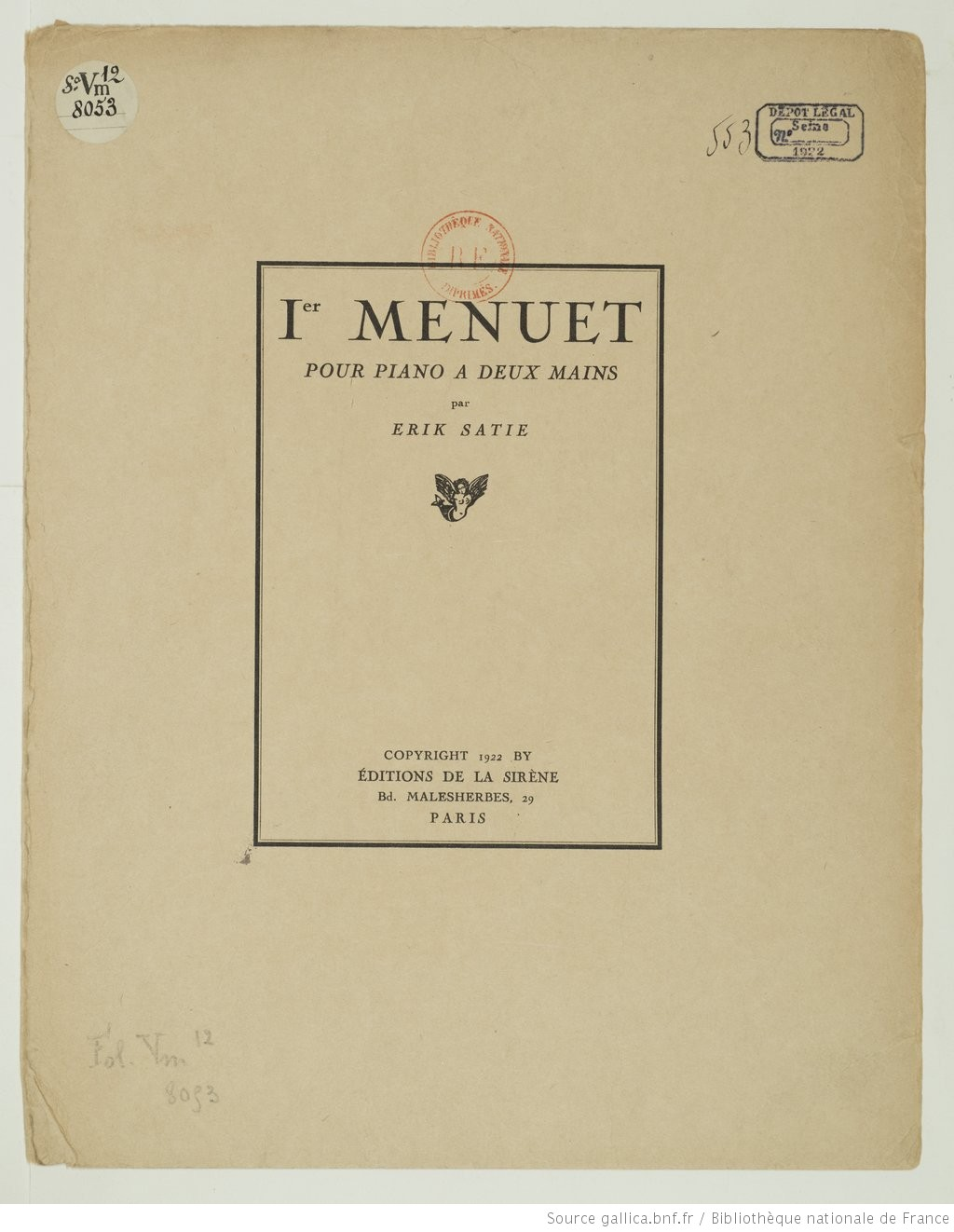
Couverture de la première édition séparée en partition (1922).

Premier menuet est un menuet pour piano composé en juin 1920 par Satie, dédié à Claude Duboscq. Guy Sacre y décèle l'esprit qui anime l'Album des Six, publié la même année, et y distingue dans l'écriture du compositeur « un modèle de frugalité et de clarté », au service d'une inspiration « qui serait à la fois sérieuse et souriante ».
Le début du morceau, en sol majeur, s'inscrit dans le caractère de danse induit par le titre, tandis que la partie centrale est plus rêveuse, dessinant un fin contrepoint à deux parties.
Selon Alfred Cortot, la pièce est « de dimensions restreintes, mais témoigne d'un rare souci de logique formelle » .
Pour Jean-Pierre Armengaud, Premier menuet est « à jouer d'une traite sans traîner, en privilégiant la diction du contrepoint ».
La partition est publiée pour la première fois dans les Feuillets d'art en 1921, puis par les éditions de la Sirène en 1922. La durée moyenne d’exécution de l'œuvre est de deux minutes environ. 
Premier menuet a été créé par Marcelle Meyer le 17 janvier 1922 à la salle de La Ville-L'Évêque.

## Discographie
- Erik Satie — Socrate, Six Nocturnes, Premier menuet par Jean Belliard (ténor) et Billy Eidi (piano), CD Timpani 1C1141, 1993.
- Tout Satie ! Erik Satie Complete Edition[9], CD 5, Aldo Ciccolini (piano), Erato 0825646047963, 2015.
- Satie: Complete Piano Music, Jeroen van Veen (piano), Brilliant Classics 95350, 2016.

### Ouvrages généraux
- Alfred Cortot, La musique française de piano, Paris, Presses universitaires de France, coll. « Quadrige », 1981, 762 p. (ISBN 2-13-037278-3).
- Adélaïde de Place, « Erik Satie », dans François-René Tranchefort (dir.), Guide de la musique de piano et de clavecin, Paris, Fayard, coll. « Les Indispensables de la musique », 1987, 867 p. (ISBN 978-2-213-01639-9, OCLC 17967083), p. 634.
- Guy Sacre, La musique pour piano : dictionnaire des compositeurs et des œuvres, vol. II (J-Z), Paris, Robert Laffont, coll. « Bouquins », 1998, 2998 p. (ISBN 978-2-221-08566-0), p. 2402.

### Monographies
- Jean-Pierre Armengaud, Erik Satie, Paris, Fayard, 2009, 782 p. (ISBN 978-2-213-602523).
- Vincent Lajoinie, Erik Satie, Lausanne, Éditions L'Âge d'Homme, 1985 (ISBN 978-2-8251-3228-9).
- (en) Robert Orledge, Satie the composer, New York, Cambridge University Press, coll. « Music in the 20th Century », 1990, 394 p. (ISBN 978-0-521-35037-2).